# Kommunvapen i Norge
Ett galleri över Norges nuvarande kommunvapen. För tidigare, numera upphörda kommunvapen i Norge, se Upphörda kommunvapen i Norge.

## Agder

Arendal
Birkenes
Bygland
Bykle
Evje og Hornnes
Farsund
Flekkefjord
Froland
Gjerstad
Grimstad
Hægebostad
Iveland
Kristiansand
Kvinesdal
Lillesand
Lindesnes
Lyngdal
Risør
Sirdal
Tvedestrand
Valle
Vegårshei
Vennesla
Åmli
Åseral

## Akershus

Asker
Aurskog-Høland
Bærum
Eidsvoll
Enebakk
Frogn
Gjerdrum
Hurdal
Jevnaker
Lillestrøm
Lunner
Lørenskog
Nannestad
Nes
Nesodden
Nittedal
Nordre Follo
Rælingen
Ullensaker
Vestby
Ås

## Buskerud

Drammen
Flesberg
Flå
Gol
Hemsedal
Hol
Hole
Kongsberg
Krødsherad
Lier
Modum
Nesbyen
Nore og Uvdal
Ringerike
Rollag
Sigdal
Ål
Øvre Eiker

## Finnmark

Alta
Berlevåg
Båtsfjord
Gamvik
Hammerfest
Hasvik
Karasjok
Kautokeino
Lebesby
Loppa
Måsøy
Nesseby
Nordkapp
Porsanger
Sør-Varanger
Tana
Vadsø
Vardø

## Innlandet

Alvdal
Dovre
Eidskog
Elverum
Engerdal
Etnedal
Folldal
Gausdal
Gjøvik
Gran
Grue
Hamar
Kongsvinger
Lesja
Lillehammer
Lom
Løten
Nord-Aurdal
Nord-Fron
Nord-Odal
Nordre Land
Os
Rendalen
Ringebu
Ringsaker
Sel
Skjåk
Stange
Stor-Elvdal
Søndre Land
Sør-Aurdal
Sør-Fron
Sør-Odal
Tolga
Trysil
Tynset
Vang
Vestre Slidre
Vestre Toten
Vågå
Våler
Åmot
Åsnes
Østre Toten
Øyer
Øystre Slidre

## Møre og Romsdal

Aukra
Aure
Averøy
Fjord
Giske
Gjemnes
Haram
Hareid
Herøy
Hustadvika
Kristiansund
Molde
Rauma
Rindal
Sande
Smøla
Stranda
Sula
Sunndal
Surnadal
Sykkylven
Tingvoll
Ulstein
Vanylven
Vestnes
Volda
Ålesund
Ørsta

## Nordland

Alstahaug
Andøy
Beiarn
Bindal
Bodø
Brønnøy
Bø
Dønna
Evenes
Fauske
Flakstad
Gildeskål
Grane
Hadsel
Hamarøy
Hattfjelldal
Hemnes
Herøy
Leirfjord
Lurøy
Lødingen
Meløy
Moskenes
Narvik
Nesna
Rana
Rødøy
Røst
Saltdal
Sortland
Steigen
Sømna
Sørfold
Træna
Vefsn
Vega
Vestvågøy
Vevelstad
Værøy
Vågan
Øksnes

## Oslo

Oslo

## Rogaland

Bjerkreim
Bokn
Eigersund
Gjesdal
Haugesund
Hjelmeland
Hå
Karmøy
Klepp
Kvitsøy
Lund
Randaberg
Sandnes
Sauda
Sokndal
Sola
Stavanger
Strand
Suldal
Time
Tysvær
Utsira
Vindafjord

## Svalbard

Longyearbyen

## Telemark

Bamble
Drangedal
Fyresdal
Hjartdal
Kragerø
Kviteseid
Midt-Telemark
Nissedal
Nome
Notodden
Porsgrunn
Seljord
Siljan
Skien
Tinn
Tokke
Vinje

## Troms

Balsfjord
Bardu
Dyrøy
Gratangen
Harstad
Ibestad
Karlsøy
Kvæfjord
Kvænangen
Kåfjord
Lavangen
Lyngen
Målselv
Nordreisa
Salangen
Senja
Skjervøy
Storfjord
Sørreisa
Tjeldsund
Tromsø

## Trøndelag

Flatanger
Frosta
Frøya
Grong
Heim
Hitra
Holtålen
Høylandet
Inderøy
Indre Fosen
Leka
Levanger
Lierne
Malvik
Melhus
Meråker
Midtre Gauldal
Namsos
Namsskogan
Nærøysund
Oppdal
Orkland
Osen
Overhalla
Rennebu
Røros
Røyrvik
Selbu
Skaun
Snåsa
Steinkjer
Stjørdal
Trondheim
Tydal
Verdal
Åfjord
Ørland

## Vestfold

Færder
Holmestrand
Horten
Larvik
Sandefjord
Tønsberg

## Vestland

Alver
Askvoll
Askøy
Aurland
Austevoll
Austrheim
Bergen
Bjørnafjorden
Bremanger
Bømlo
Eidfjord
Etne
Fedje
Fitjar
Fjaler
Gloppen
Gulen
Hyllestad
Høyanger
Kinn
Kvam
Kvinnherad
Luster
Lærdal
Masfjorden
Modalen
Osterøy
Samnanger
Sogndal
Solund
Stad
Stord
Stryn
Sunnfjord
Sveio
Tysnes
Ullensvang
Ulvik
Vaksdal
Vik
Voss
Øygarden
Årdal

## Østfold

Aremark
Fredrikstad
Halden
Hvaler
Indre Østfold
Marker
Moss
Rakkestad
Råde
Sarpsborg
Skiptvet
Våler